# Westfeld
Westfeld là một thị xã ở huyện Hildesheim trong bang Niedersachsen, Đức. Đô thị Westfeld có diện tích 13,36 km², dân số thời điểm ngày 31 tháng 12 năm 2006 là 962 người.